# Swingers
Swingers er en amerikansk komediefilm fra 1996 instrueret af Doug Liman og skrevet af Jon Favreau der også selv medvirkede i filmen, bl.a. sammen med Vince Vaughn, Ron Livingston og Alex Désert.

## Medvirkende
- Jon Favreau
- Vince Vaughn
- Ron Livingston
- Alex Désert
- Patrick Van Horn
- Heather Graham
- Deena Martin